# Raphael Koczor
Raphael Koczor (* 17. Januar 1989 in Racibórz als Rafał Kóczór) ist ein deutsch-polnischer Fußballtorwart.

## Karriere
Koczor wuchs in Wetter (Ruhr) auf und begann das Fußballspielen dort beim TuS Wengern und dem TuS Esborn. Später spielte in der Jugend unter anderem beim FC Schalke 04 und dem VfL Bochum. Ab 2005 spielte er beim MSV Duisburg. Dort kam er nur bei der zweiten Mannschaft in der NRW-Liga zum Einsatz. Im Jahr 2010 wechselte er zum Drittligisten Rot Weiss Ahlen, konnte sich aber nicht durchsetzen und wurde zum Saisonende nicht mehr berücksichtigt. Ab der Saison 2011/12 spielte Koczor für die Sportfreunde Siegen, mit denen er 2012 in die Regionalliga West aufstieg. Im März 2013 gab der Ligakonkurrent Viktoria Köln die Verpflichtung Koczors zur neuen Saison 2013/14 bekannt.
Im Winter 2013/14 wechselte Koczor auf Leihbasis zum KSV Hessen Kassel. Dort lief er für Hessen Kassel in 14 Spielen auf, bevor er zu Köln zurückkehrte. 
Am 26. Mai 2014 löste er seinen Vertrag bei der Viktoria auf und unterschrieb anschließend beim FC Carl Zeiss Jena. Für die Thüringer absolvierte der Torhüter 110 Ligaspiele und verließ den Verein im Sommer 2019.
Anschließend erhielt Koczor einen Zweijahresvertrag beim Südwest-Regionalligisten TSV Steinbach Haiger. Dort kam er in der Saison 2019/20 zunächst als Ersatztorhüter hinter Tim Paterok zu keinem Einsatz, konnte sich aber in der anschließenden Saison 2020/21 gegen Paterok durchsetzen.
Im Sommer 2021 schloss sich Koczor dem West-Regionalligisten Rot-Weiss Essen als dritter Torhüter der Regionalliga-Mannschaft sowie als Torwarttrainer im Nachwuchsbereich an.
Nach zwei Spielzeiten ohne Einsatz wechselte er im Sommer 2023 zum FC Kray in die Landesliga Niederrhein.